# Мильяччо, Флавио
Фла́вио Милья́ччо (порт. Flávio Migliaccio; 15 октября 1934 или 26 августа 1934, Сан-Паулу — 4 мая 2020, Риу-Бониту, Рио-де-Жанейро) — бразильский актёр театра, кино и телевидения, кинорежиссёр
, сценарист и продюсер.

## Биография
Дебютировал как актёр в театре на окраине Сан-Паулу, где вскоре обнаружился его комедийный талант.
Много снимался в популярных бразильских теленовеллах.
За период с 1958 по 2019 год снялся в 97 кино-, телефильмах и сериалах, как режиссёр поставил 7 фильмов, написал 14 киносценариев, продюсировал 3 фильма.
Его фильм «Нищие» был включен в конкурсную программу 3-го Московского международного кинофестиваля (1963). Широкому постсоветскому зрителю стал известен уже в 1990-е годы благодаря роли Витинью в телесериале «Новая жертва».
Был найден мёртвым 4 мая 2020 года на своей ферме в Рио-Бонито. По данным военной полиции штата Рио-де-Жанейро, оставил предсмертную записку и повесился.

## Избранная фильмография
Актёр
- 1965 — Мой дом – Копакабана
- 1965 — Час и шанс Аугусто Матрага
- 1967 — Земля в трансе
- 1969 — Ночлег в пределах досягаемости
- 1970 — День охоты
- 1982 — Вперед, Бразилия
- 1991 — Улыбка ящерицы
- 1995 — Новая жертва
- 1998 — Вавилонская башня
- 1999 — Музыка её души (ТВ-мини-сериал)
- 1999 — Тихие страсти Магдалены
- 2001 — Дети Евы
- 2001 — Орден жёлтого дятла
- 2004-2005 — Хозяйка судьбы  (ТВ-сериал)
- 2005 — Америка (ТВ-сериал)
- 2007-2008 — Семь грехов (ТВ-сериал)
- 2009 — Дороги Индии

Режиссёр
- 1962 — Нищие

Сценарист
- 1969 — Ночлег в пределах досягаемости
- 1965 — Мой дом – Копакабана
- 1962 — Нищие

## Награды
- Премия Ассоциации искусствоведов Сан-Паулу (Associação Paulista de Críticos de Arte) за лучшую мужскую роль на телевидении (2019)
- Премия Оскарито на кинофестивале в Грамаду
- Премия Troféu Imprensa в категории «Лучшему дебютанту среди мужчин» (Melhor Revelação Masculina)
- Номинант Гран-при на МКФ 1963 года